# Yan Liang
Yan Liang (... – 200) è stato un generale cinese al servizio di Yuan Shao, signore della guerra durante la fine della dinastia Han.
È ricordato come il secondo generale più forte sotto Yuan Shao, dopo Wen Chou.
Yan Liang non prese parte alla coalizione conteo il tiranno Dong Zhuo, ma partecipò gli anni successivi al 190 alla guerra “ Panhe “ in cui Yuan Shao e Gongsun Zan si allearono contro Han Fu per ottenere la provincia di Ji.
Dopo la presa del Jizhou, tra i due signori feudali iniziò un conflitto. Tra le importanti battaglie vi fu quella di Jieqiao, dove Yan Liang tentó di uccidere Gongsun Zan ma venne fermato da Zhao Yun, e la battaglia di Yijing, che finì con la presa dello Youzhou e il suicidio di Gongsun Zan.
Nel 200 dopo Cristo, iniziò una guerra aperta tra Yuan Shao e il suo acerrimo nemico, Cào Cāo. Yan Liang comandó circa 50 mila uomini a difendere la città di Boma o Baima.
Nello stesso anno Yan Liang venne ucciso dal generale Guan Yu, che allora era sotto Cáo Cāo. Secondo le fonti storiche delle Cronache dei Tre Regni di Chen Shou, Yan Liang vide Guan Yu venirgli incontro e, pensandolo come alleato di Liu Bei (allora alleato di Yuan Shao), non oppose resistenza e venne ucciso; secondo un'altra versione, Yan Liang venne ucciso in un'imboscata sempre da Guan Yu.